# Круз, Робби
Ро́бби То́мас Круз (англ. Robbie Thomas Kruse; 5 октября 1988, Брисбен, Австралия) — австралийский футболист, нападающий. Участник чемпионата мира 2018 года.

## Клубная карьера

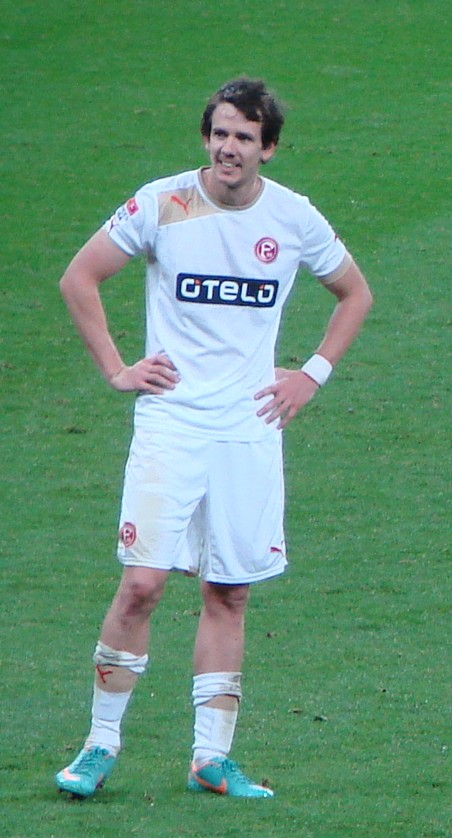
Круз в составе «Фортуны»

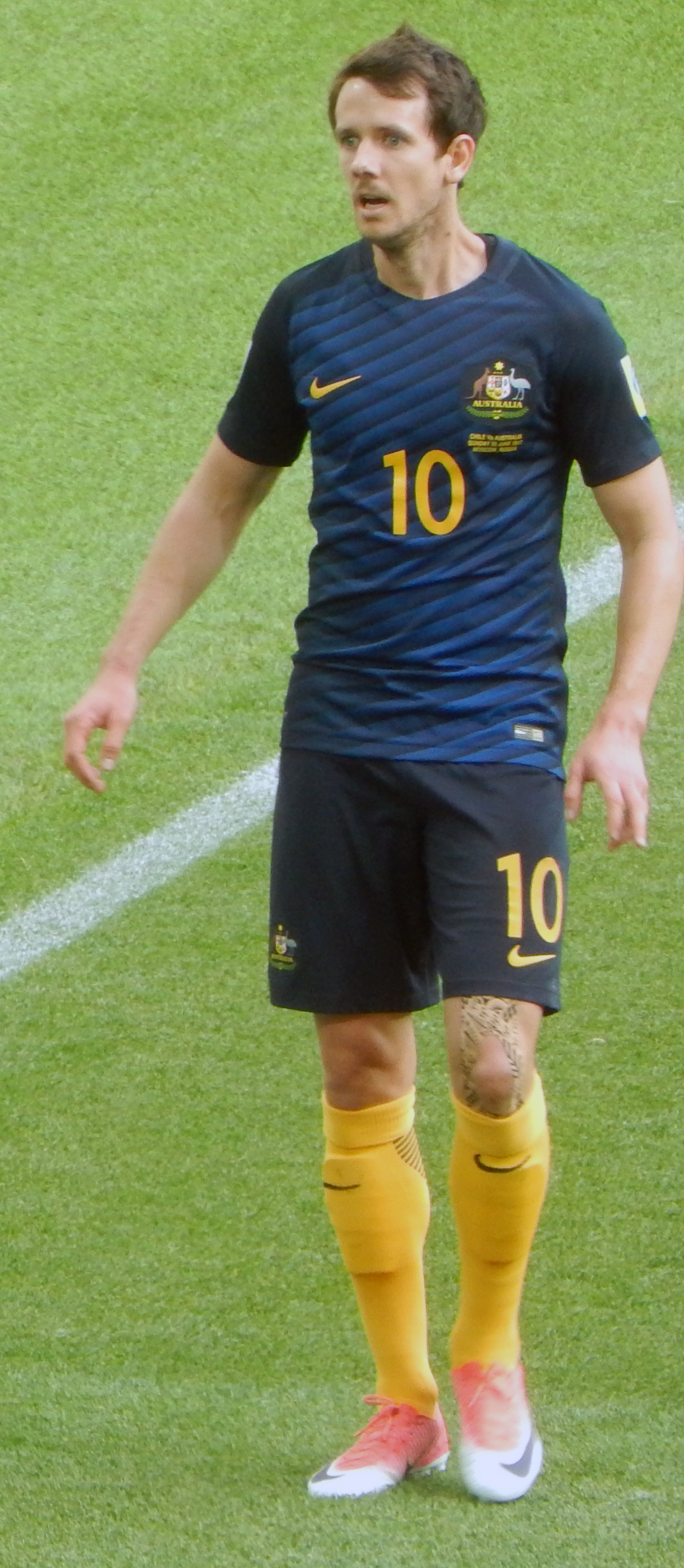
Круз в составе сборной Австралии

Круз начал карьеру в клубе «Брисбен Роар» из своего родного города. 2 октября 2007 года в день своего 19-летия в матче против «Веллингтон Феникс» он дебютировал в А-Лиге. В этом же поединке он забил свой дебютный гол за команду. Вместе со своим другом и партнером по клубу Майклом Зулло Робби образовал отличный атакующий дуэт. В 2008 году он чуть не лишился места в составе из-за скандального похода в ночной клуб. В 2009 году Круз перешёл в «Мельбурн Виктори». 13 сентября в матче против «Веллингтон Феникс» он дебютировал за новый клуб. 28 ноября в поединке против «Голд-Кост Юнайтед» Робби забил свой первый гол за «Мельбурн». 16 января 2010 года во встрече против «Перт Глори» Круз сделал хет-трик. Робби помог команде занять второе место в чемпионате по итогам сезона.
Летом 2011 года Круз подписал контракт на три года с немецкой «Фортуной». 24 июля в матче против «Падерборн 07» он дебютировал во второй Бундеслиге. По итогам сезона клуб вышел в Бундеслигу. 10 ноября 2012 года в поединке против «Хоффенхайма» Робби забил свой первый гол за команду.
В апреле 2013 года Круз перешёл в «Байер 04». 28 августа в матче против мёнхенгладбахской «Боруссии» он дебютировал за новый клуб. 21 сентября в поединке против «Майнца 05» Робби сделал «дубль». В декабре Круз получил травму.
Летом 2015 года Робби на правах аренды с опцией выкупа перешёл в «Штутгарт». 12 сентября в матче против берлинской «Герты» он дебютировал за новую команду, заменив Мартина Харника во втором тайме. После окончания аренды Круз вернулся в «Байер». В начале 2017 года Робби перешёл в китайский «Ляонин Хувин». 3 марта в матче против «Гуйчжоу Чжичэн» он дебютировал в китайской Суперлиге. В июле 2017 года Робби перешёл в немецкий футбольный клуб «Бохум». 5 августа в матче против «Дуйсбурга» он дебютировал за новую команду. 10 сентября в матче против «Дармштадт 98» Круз забил свой первый гол за «Бохум».

## Международная карьера
5 января 2011 года в товарищеском матче против сборной ОАЭ Круз дебютировал за сборную Австралии. В том же году он попал в заявку национальной команды на участие в Кубке Азии. На турнире он сыграл в матчах против сборных Бахрейна, Узбекистана и Японии. В поединке против сборной Узбекистана Робби забил свой первый гол за сборную. По итогам соревнований Круз завоевал серебряную медаль.
В начале 2015 года Круз попал в заявку национальной команды на участие в домашнем Кубке Азии. На турнире он сыграл в матчах против сборных Кувейта, Омана, ОАЭ, Китая и дважды Южной Кореи. По итогам соревнований Робби завоевал золотую медаль, а также в поединке против Омана забил гол.
В 2017 году Круз принял участие в Кубке конфедераций в России. На турнире он сыграл в матчах против команд Германии, Камеруна и Чили.
В 2018 году Круз принял участие в чемпионате мира 2018 в России. На турнире он сыграл в матчах против команд Франции, Дании и Перу.
В 2019 году Круз включён в состав сборной на кубок Азии в ОАЭ. На турнире он сыграл в матчах против команд Иордании, Палестины, Сирии, Узбекистан и ОАЭ.

### Голы за сборную Австралии
| #   | Дата            | Место                                 | Противник  | Счёт | Результат | Соревнование                     |
| --- | --------------- | ------------------------------------- | ---------- | ---- | --------- | -------------------------------- |
| 01. | 25 января 2011  | Халифа, Доха, Катар                   | Узбекистан | 6:0  | 6:0       | Кубок Азии по футболу 2011       |
| 02. | 10 августа 2011 | Кардифф Сити, Кардифф, Уэльс          | Уэльс      | 2:0  | 2:1       | Товарищеский матч                |
| 03. | 11 июня 2013    | Докландс, Мельбурн, Австралия         | Иордания   | 3:0  | 4:0       | Чемпионат мира 2014 квалификация |
| 04. | 13 января 2015  | Австралия, Сидней, Австралия          | Оман       | 2:0  | 4:0       | Кубок Азии по футболу 2015       |
| 05. | 5 октября 2017  | Ханк Жебат Стэдиум, Малакка, Малайзия | Сирия      | 0:1  | 1:1       | Чемпионат мира 2018 квалификация |

## Достижения
Австралия
- Победитель Кубка Азии: 2015
- Серебряный призёр Кубка Азии: 2011